# Bassano del Grappa

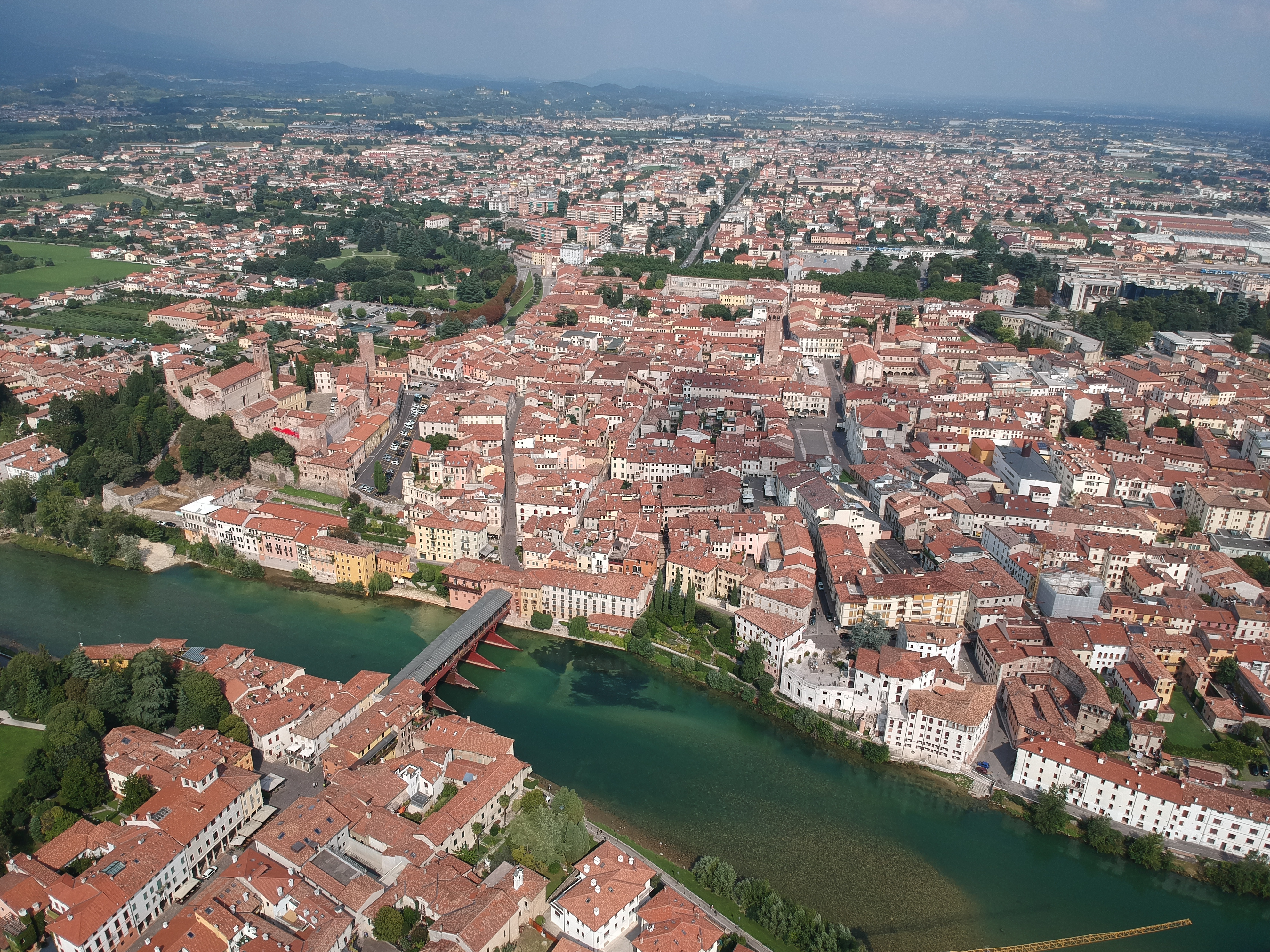
Die Stadt von oben

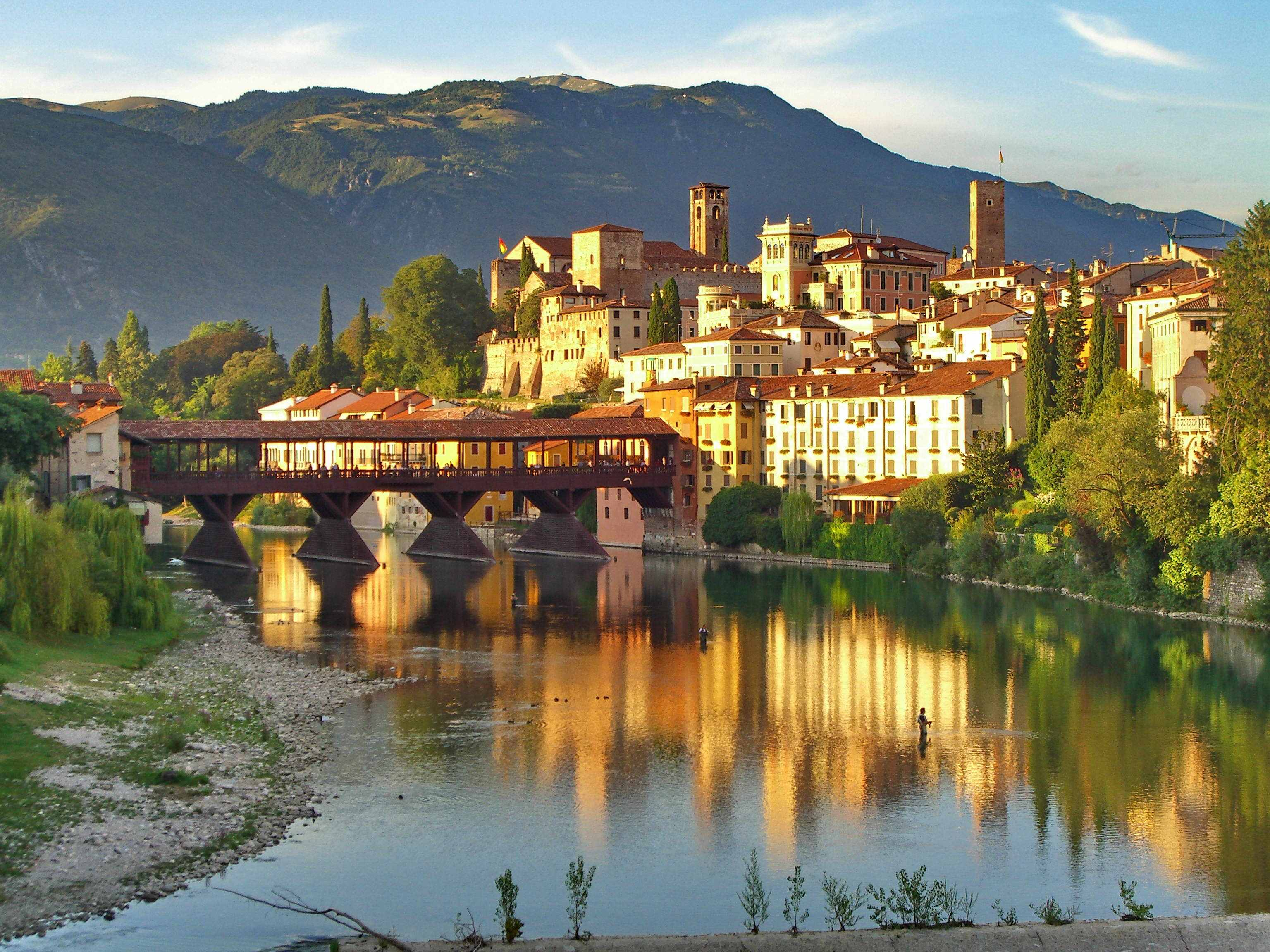
Die Stadt auf Augenhöhe

Bassano del Grappa (Venetisch: Basan /baˈsaŋ/ oder Bassan/Bassàn (italianisiert), deutsch veraltet: Baßan, Passaun, Waßan oder Waßen, zimbrisch: Bassan) ist eine italienische Stadt in der Provinz Vicenza in der Region Venetien mit 42.405 Einwohnern (Stand: 31. Dezember 2023).

## Lage und Historie
Bassano liegt an der Brenta auf einer Höhe von 129 m ü. NHN, unmittelbar am südlichen Alpenrand am Eingang zum Suganertal. Die Stadt erstreckt sich auf einer Fläche von 46 km². Archäologische Funde belegen eine Besiedlung ab dem zweiten Jahrhundert. In Quellen werden eine Burg und eine Pfarrkirche im Jahr 998 erwähnt. Ab 1175 gehörte die Stadt zu Vicenza, später zu Padua, bis sie 1404 unter venezianische Herrschaft kam. Bassano war seit dem Mittelalter ein wichtiges Zentrum einer exportorientierten Weinproduktion.
Als die Reformation um 1540 auch Italien erreichte und sich ausbreitete, waren Asolo, Bassano del Grappa und Cittadella Zentren der Evangelischen in der etwas toleranteren Republik Venedig geworden. Der neue evangelische Glaube wurde eher subversiv auf dem Markt, in Werkstätten und in Privathäusern geteilt und weitergegeben. Während des Konzils von Trient (1545–1563), in der Zeit der Gegenreformation, wurden die Evangelischen vor allem durch die Inquisition aufgespürt, bekämpft und eliminiert. So wurden in diesen drei Städten unter anderen acht evangelische Notare wegen Häresie angeklagt und verurteilt.
Nach Napoleons Italienfeldzug kam Bassano zum Königreich Italien (1805–1814). Nach wechselnden Zugehörigkeiten wurde Bassano 1866 infolge des sogenannten dritten italienischen Unabhängigkeitskriegs schließlich Teil des 1861 gegründeten Königreichs Italien.
Im September 1943 besetzten Wehrmachttruppen nach dem Sturz Mussolinis und der Bekanntwerdung des Waffenstillstands mit den Alliierten Italien (Fall Achse). Ein Wehrmachtkommando unter Leitung des Waffen-SS-Offiziers Herbert Andorfer beging bei dem Versuch, den lokalen Widerstand gegen die deutsche Besatzung niederzuschlagen („Operation Piave“), in Bassano del Grappa und Umgebung schwere Kriegsverbrechen. Am 26. September 1944 ließ das Kommando im Ort selbst 31 Jugendliche und junge Männer mit einem Karton mit der Aufschrift „Bandit“ auf der Brust von Angehörigen des italienischen faschistischen Jugendverbands Gioventù italiana del Littorio (GIL) an Telefonkabeln an den Bäumen dreier Straßen aufhängen. Sie würden, lautete der zynische Kommentar, so „die Ehre Italiens retten“. Opfern, die nach der Strangulation noch atmeten, mussten die jugendlichen Zwangshenker den Rumpf nach unten ziehen.
Touristisch interessant sind die zahlreichen Grappa-Destillerien. Der Name der Stadt stammt jedoch nicht von dem Tresterbrand. Bassano (italienisch so viel wie „niedrig“, sinngemäß „am Fuße des …“) del Grappa kommt vielmehr vom benachbarten Berg Monte Grappa (1775 m ü. NHN), der im Ersten Weltkrieg Schauplatz schwerer Kämpfe war und auf dem sich seit Mitte der 1930er Jahre das Beinhaus Sacrario Militare del Monte Grappa befindet. Heute ist er einer der beliebtesten europäischen Startplätze für Gleitschirmflieger.
Auch die keramische Industrie hat wirtschaftliche Bedeutung für die Stadt. Bekannte Unternehmen des Ortes sind der Stativhersteller Manfrotto und der Schreibgerätehersteller Montegrappa.

## Verkehr
Der Bahnhof Bassano del Grappa liegt an der Kreuzung der Bahnstrecken Trient–Venedig und Bassano–Padua (Nr. 230).
Züge von und nach Padua, Trient und Venedig enden bzw. starten dort.
Diese Strecken werden von Regionalzügen bedient, die von Trenitalia und Trentino Trasporti im Rahmen von Dienstleistungsverträgen mit der Region Venetien (Regional Metropolitan Railway System) oder der Autonomen Provinz Trient befahren werden.
In der Zeit zwischen dem Ersten Weltkrieg und 1961 war der Bahnhof an die Straßenbahn Vicenza-Bassano del Grappa [56] angeschlossen. Diese wurde von der Ferrovie e Tramvie Vicentine FTV verwaltet.

## Kultur und Sehenswürdigkeiten
Hervorzuheben ist die bereits im 13. Jahrhundert entstandene und nach einem Entwurf von Andrea Palladio mehrfach erneuerte Holzbrücke Ponte degli Alpini über die Brenta. Daneben gelten die gotische Kirche San Francesco, die Kirche San Giovanni Battista mit neupalladianischer Fassade (Ende 18. Jh.). 
Die Villa Bianchi-Michiel im Ortsteil Angarano und weitere Villen in der Umgebung gelten als sehenswert.
Die von Palladio gestaltete Villa Angarano wurde von der UNESCO als herausragendes Kulturgut unter Schutz gestellt. Das Museo della Ceramica befindet sich im Palazzo Strum. Das Museo della Grappa animiert zum Trinken.

## Berühmte Bürger der Stadt
- Lazarus Buonamici (≈1478–1552), Gelehrter und Philosoph
- Francesco Negri (1500–1563), Benediktinermönch, Humanist, Lehrer, Schriftsteller und Reformator in Chiavenna und Polen
- Jacopo Bassano (1515–1592), Maler
- Francesco Bassano der Jüngere (1549–1592), Maler
- Selige Johanna Maria Bonomo (1606–1670), Äbtissin und Mystikerin
- Iacopo Vittorelli (1749–1835), venezianischer Beamter und Schriftsteller
- Bartolomeo Gamba (1766–1841), Bibliothekar und Biograph
- Selige Gaetana Sterni (1827–1889), Ordensschwester
- Oscar Chilesotti (1848–1916), Musikwissenschaftler und Lautenist
- Gina Fasoli (1905–1992), Historikerin
- Tito Gobbi (1913–1984), Bariton
- Gian Luigi Polidoro (1928–2000), Filmregisseur
- Luigi Agnolin (1943–2018), Fußballschiedsrichter
- Pierantonio Pavanello (* 1955), römisch-katholischer Bischof von Adria-Rovigo
- Miki Biasion (* 1958), Rallyefahrer
- Piergianni Farina (* 1959), Rugbyspieler
- Giancarlo Andretta (* 1962), Dirigent und Komponist
- Gian Luca Perici (* 1964), römisch-katholischer Geistlicher, Erzbischof und Diplomat des Heiligen Stuhls
- Fabio Baggio (* 1965), römisch-katholischer Ordensgeistlicher, Kurienkardinal
- Sergio Pianezzola (* 1970), Autorennfahrer
- Davide Dal Molin (* 1978), Volleyball- und Beachvolleyballspieler
- Federico Marchetti (* 1983), Fußballspieler
- Andrea Bizzotto (1985–2019), Autor
- Manuele Boaro (* 1987), Radrennfahrer
- Matteo Rubin (* 1987), Fußballspieler
- Andrea Pasqualon (* 1988), Radrennfahrer
- Laura Strati (* 1990), Weitspringerin
- Francesca Michielin (* 1995), Sängerin und Teilnehmerin am Eurovision Song Contest 2016
- Giulio Bizzotto (* 1996), Fußballspieler
- Asja Zenere (* 1996), Skirennläuferin
- Sofia Bertizzolo (* 1997), Radrennfahrerin
- Rebecca Sartori (* 1997), Hürdenläuferin
- Marco Frigo (* 2000), Radrennfahrer
- Francesco Busatto (* 2002), Radrennfahrer
- Wisdom Amey (* 2005), Fußballspieler

## Partnerstädte
- Mühlacker (Baden-Württemberg, seit 1978)
- Voiron (Frankreich, seit 1985)
- Herford (Nordrhein-Westfalen)

## Bildergalerie

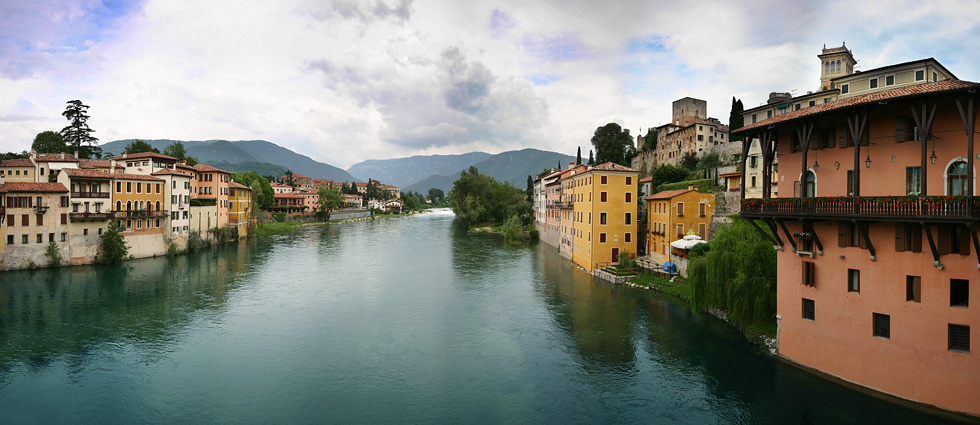
Bassano, von der Ponte degli Alpini aus

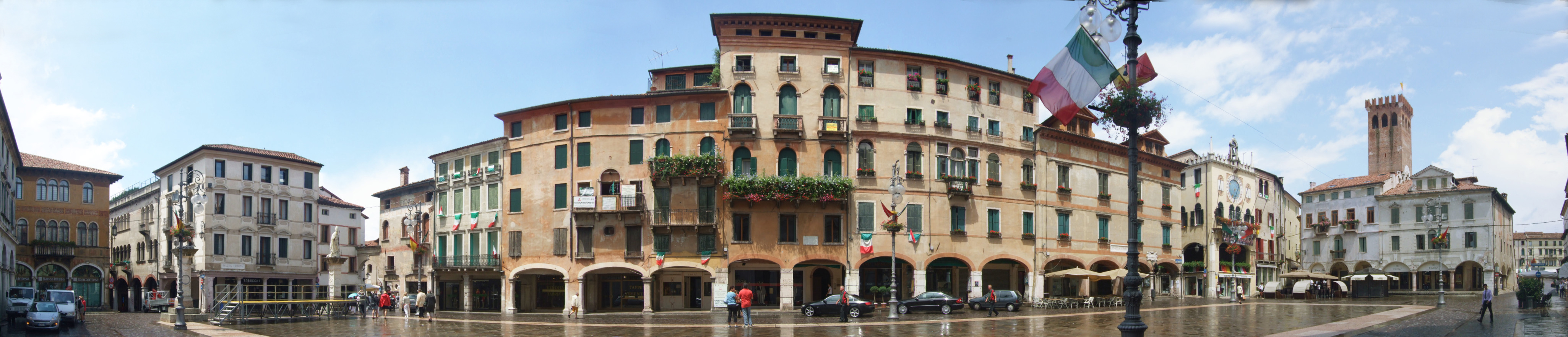
Bassano del Grappa, Piazza della Liberta (Platz der Freiheit)

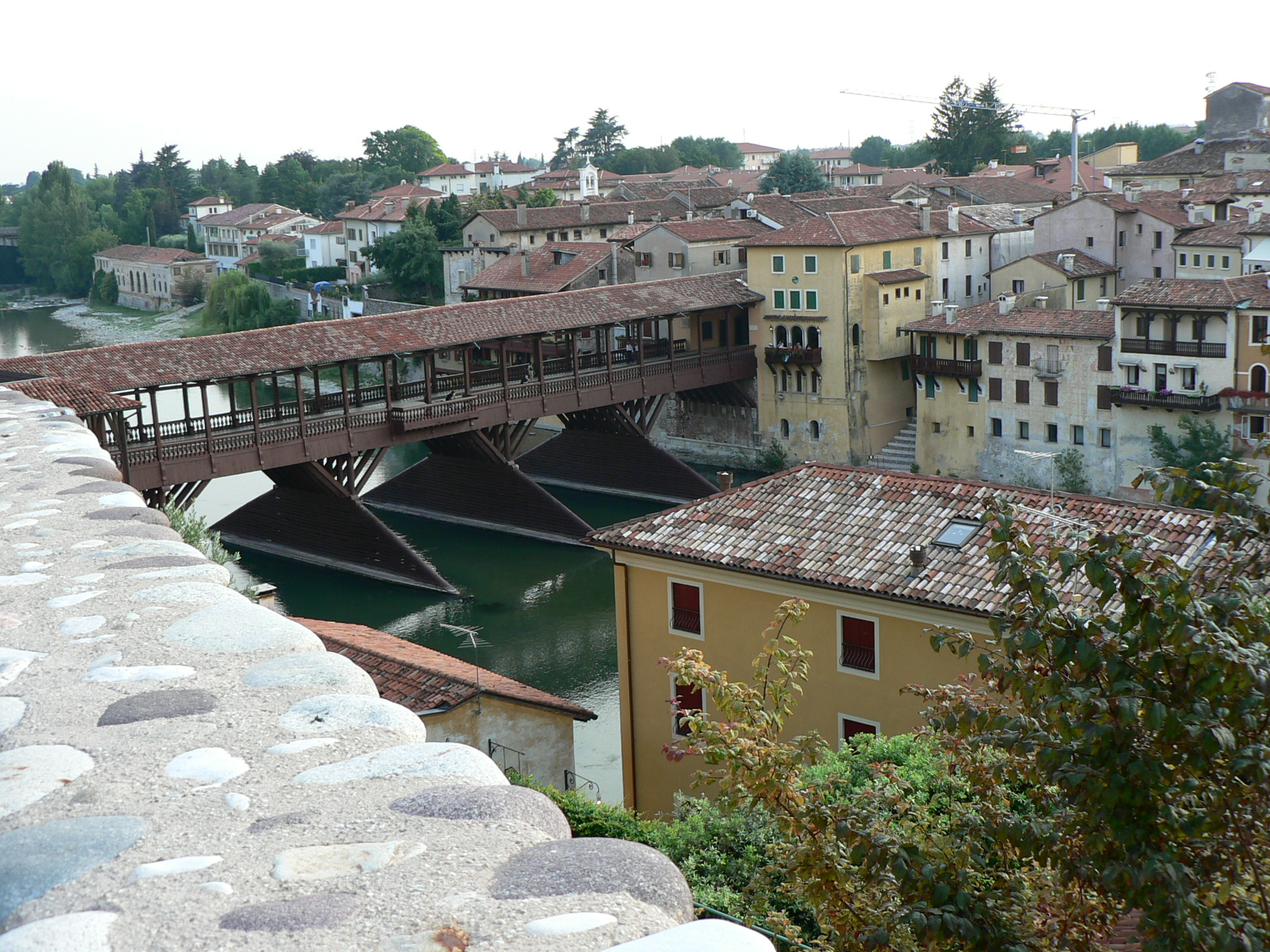
Ponte degli Alpini
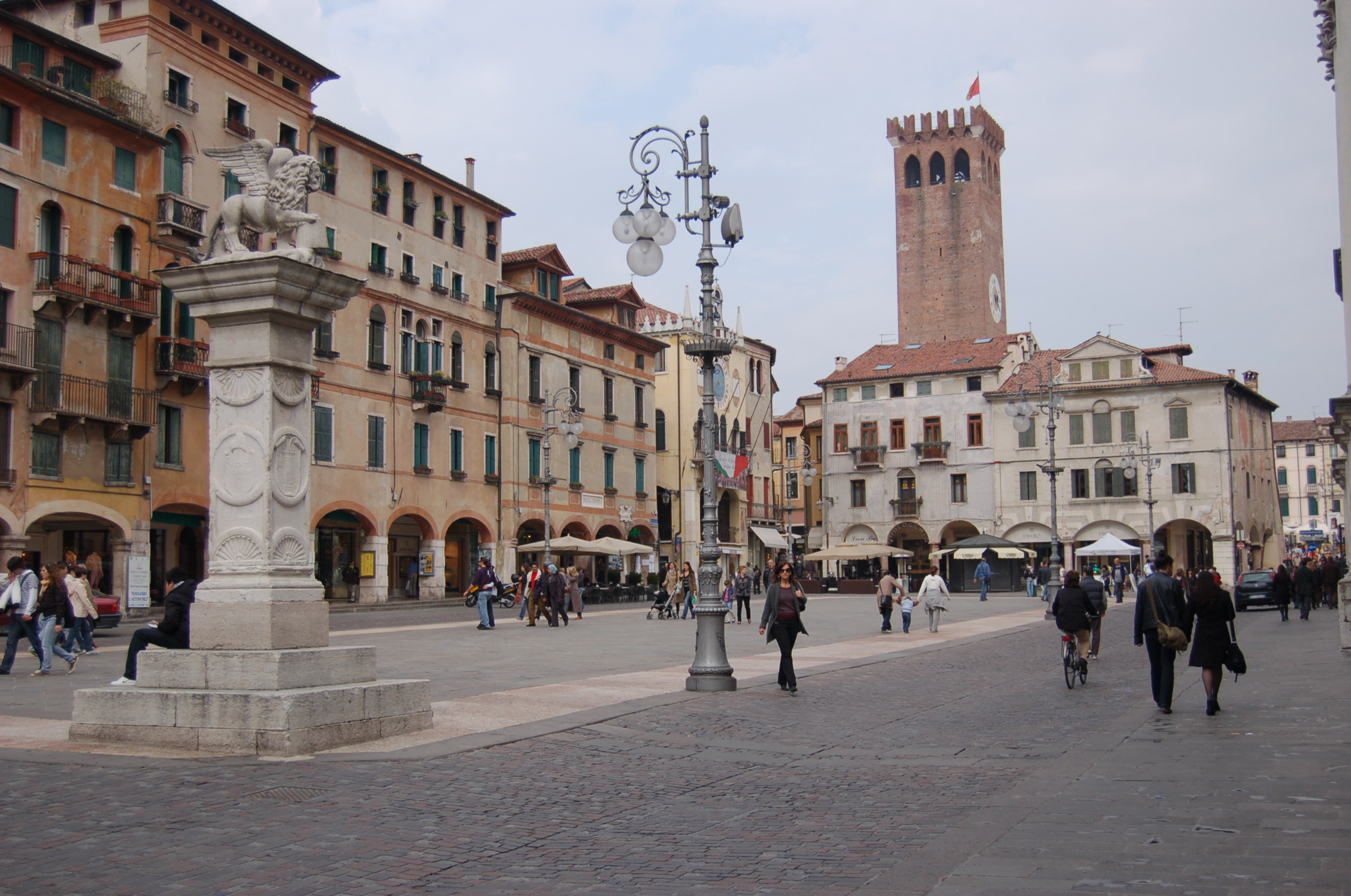
Bassano